# Emil Lohkamp
Emil Wilhelm Lohkamp (* 30. Dezember 1902 in Witten; † 4. März 1993 in Hamburg) war ein deutscher Schauspieler und Hörspielsprecher.

## Leben
Erste Bühnenerfahrungen sammelte Emil Lohkamp 1923 in dem Laienensemble bei den Haaß-Berkow-Spielen. Es folgte 1924 bis 1925 Schauspielunterricht bei Mara Feldern-Förster in München. Lohkamp debütierte 1925 als Hamlet an dem damaligen Schauspiel in Recklinghausen. Daran schlossen sich Stationen an das Schauspielhaus Zürich (1926/1927), das Bremer Schauspielhaus (1927/1928), das Stadttheater Bochum (1928/1931), das Landestheater Darmstadt (1931/1936), und das Hamburger Thalia Theater (1936/1949) an. Nach einer Tätigkeit am Staatstheater Braunschweig (1949/1951) war er ab 1951 bis zu seinem Ruhestand 1968 Ensemblemitglied an den Städtischen Bühnen Frankfurt.

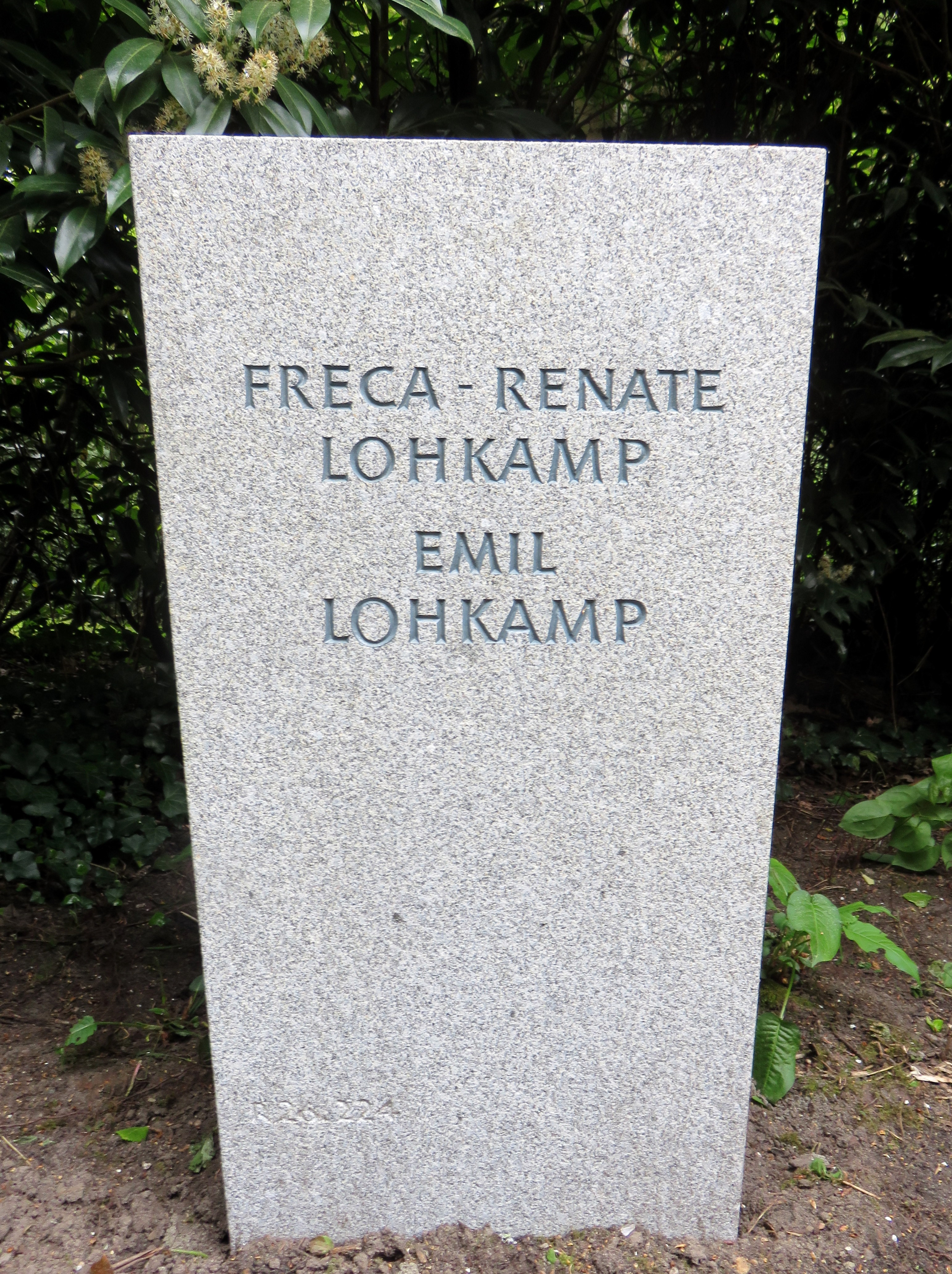
Grabstein Lohkamp auf dem Friedhof Ohlsdorf

Emil Lohkamp spielte 1933 die Titelrolle in dem nationalsozialistischen Propagandafilm Hans Westmar von Franz Wenzler. Neben ihm waren unter anderem Paul Wegener und Gertrud de Lalsky zu sehen. In dem Spielfilm Träumerei von Harald Braun aus dem Jahr 1944 mit Hilde Krahl, Mathias Wieman und Friedrich Kayßler verkörperte er den Komponisten Franz Liszt. Lohkamp stand 1944 in der Gottbegnadeten-Liste des Reichsministeriums für Volksaufklärung und Propaganda.
Seinen letzten Filmauftritt hatte er 1968 in der Verfilmung (Produktion des Hessischen Rundfunks) des Bühnenstücks Graf Öderland von Max Frisch in der Regie von Rolf Hädrich mit Bernhard Wicki, Agnes Fink und Hans Caninenberg.
Lohkamp war auch in zahlreichen Hörspielen als Sprecher tätig. In der Hörspieladaption von Heinrich von Kleists Novelle Michael Kohlhaas in der Regie von Ulrich Lauterbach sprach er neben Walter Richter, Heinz Schimmelpfennig und Konrad Georg.
Emil Lohkamp war mit der Theaterschauspielerin und -regisseurin Freca-Renate Bortfeldt (* 5. Mai 1909) verheiratet. Das Ehepaar wurde auf dem Ohlsdorfer Friedhof im Planquadrat R26, 224 beigesetzt, der Grabstein befindet sich seit Frühjahr 2020 im Garten der Frauen.

## Filmografie
- 1933: Hans Westmar
- 1944: Solistin Anna Alt
- 1944: Träumerei
- 1944/49: Der große Fall
- 1961: Aus Gründen der Sicherheit (Fernsehfilm)
- 1968: Mord in Frankfurt (Fernsehfilm)
- 1968: Graf Öderland (Fernsehfilm)

## Hörspiele (Auswahl)
- 1946: Die Affaire Dreyfus – Regie: Kurt Reiss
- 1952: Der Nervtöter – Regie: Wolf Schmidt
- 1953: Michael Kohlhaas – Regie: Ulrich Lauterbach
- 1953: Das Lamm der Armen – Regie: Fränze Roloff
- 1954: Caterina Cornaro – Regie: Fränze Roloff
- 1954: Wildwest – Regie: Christian Bock
- 1959: Kain – Regie: Heinrich Koch
- 1959: Und das Licht scheint in der Finsternis – Regie: Fränze Roloff
- 1959: Ivar Kreuger – Regie: Ulrich Lauterbach
- 1960: Über die Kraft – Regie: Erich Köhler
- 1960: Eine Nacht außer Haus – Regie: Fränze Roloff
- 1960: Madame Sephardi – Regie: Fränze Roloff
- 1961: Der Ring des Soth – Regie: Mathias Neumann
- 1962: Die Dame in der schwarzen Robe – Regie: Fränze Roloff
- 1962: Die Pücklers – Regie: Arno Assmann
- 1962: Die Kehrseite der Medaille – Regie: Theodor Steiner
- 1963: Leben Eduards II. von England – Regie: Winfried Zillig
- 1964: Ein kurzer Aufenthalt – Regie: Ulrich Lauterbach
- 1965: Der Fall Trinkhelm – Regie: Fränze Roloff
- 1965: Las Casas vor Karl V.